# Кластеризація методом к–середніх
Кластериза́ція ме́тодом k-сере́дніх (англ. k-means clustering) — популярний метод кластеризації, — впорядкування множини об'єктів у порівняно однорідні групи. Винайдений в 1950-х роках математиком Гуґо Штайнгаузом і майже одночасно Стюартом Ллойдом. Особливу популярність отримав після виходу роботи МакКвіна (1967).
Мета методу — розділити n спостережень на k кластерів, так щоб кожне спостереження належало до кластера з найближчим до нього середнім значенням. Метод базується на мінімізації суми квадратів відстаней між кожним спостереженням та центром його кластера, тобто функції
{\displaystyle \,\sum _{i=1}^{N}d(x_{i},m_{j}\,(x_{i}))^{2}\ },
де d — метрика, {\displaystyle x_{i}} — і-ий об'єкт даних, а {\displaystyle m_{j}(x_{i})} — центр кластера, якому на j-ій ітерації приписаний елемент {\displaystyle x_{i}}.

## Історія
Термін «k-середні» уперше вжив Джеймс МакКвін (англ. James MacQueen) у 1967 році, хоча ідею методу вперше озвучив Гуґо Штайнгауз (англ. Hugo Steinhaus) у 1957 році. Стандартний алгоритм вперше запропонував Стюарт Лойд (англ. Stuart Lloyd) у 1957 р.

## Алгоритм

### Опис алгоритму
Маємо масив спостережень (об'єктів), кожен з яких має певні значення за рядом ознак. Відповідно до цих значень об'єкт розташовується у багатовимірному просторі.
1. Дослідник визначає кількість кластерів {\displaystyle k}, що необхідно утворити
2. Випадковим чином обирається {\displaystyle k} спостережень, які на цьому кроці вважаються центрами кластерів
3. Кожне спостереження «приписується» до одного з {\displaystyle k} кластерів — того, відстань до якого найкоротша
4. Розраховується новий центр кожного кластера як елемент, ознаки якого розраховуються як середнє арифметичне ознак об'єктів, що входять у цей кластер
5. Відбувається така кількість ітерацій (повторюються кроки 3-4), поки кластерні центри стануть стійкими (тобто при кожній ітерації в кожен кластер потрапляють одні й ті самі об'єкти), дисперсія всередині кластера буде мінімізована, а між кластерами — максимізована

Вибір кількості кластерів робиться на основі дослідницької гіпотези. Якщо її немає, то рекомендують спочатку створити 2 кластери, далі 3, 4, 5, порівнюючи отримані результати.

Демонстрація алгоритму
1. {\displaystyle k} початкових «середніх» (тут {\displaystyle k=3}) випадково згенеровані у межах домени даних (кольорові).
2. створено {\displaystyle k} кластерів, асоціюючи кожне спостереження з найближчим середнім. Розбиття відбувається згідно з діаграмою Вороного утвореною середніми.
3. Центроїд кожного з {\displaystyle k} кластерів стає новим середнім.
4. Кроки 2 і 3 повторюються до досягнення збіжності.

### Принцип дії
Принцип алгоритму полягає в пошуку таких центрів кластерів та наборів елементів кожного кластера при наявності деякої функції Ф(°), що виражає якість поточного розбиття множини на k кластерів, коли сумарне квадратичне відхилення елементів кластерів від центрів цих кластерів буде найменшим:
{\displaystyle V=\sum _{i=1}^{k}\sum _{x_{j}\in S_{i}}(x_{j}-\mu _{i})^{2}}
де {\displaystyle k} — число кластерів, {\displaystyle S_{i}} — отримані кластери, {\displaystyle i=1,2,\dots ,k}, {\displaystyle \mu _{i}} — центри мас векторів {\displaystyle x_{j}\in S_{i}}.
У початковий момент роботи алгоритму довільним чином обираються центри кластерів, далі для кожного елемента множини ітеративно обраховується відстань від центрів з приєднанням кожного елемента до кластера з найближчим центром. Для кожного з отриманих кластерів обчислюються нові значення центрів, намагаючись при цьому мінімізувати функцію Ф(°), після чого повторюється процедура перерозподілу елементів між кластерами.
Алгоритм методу «Кластеризація за схемою к-середніх»:
- вибрати k інформаційних точок як центри кластерів поки не завершиться процес зміни центрів кластерів;
- зіставити кожну інформаційну точку з кластером, відстань до центра якого мінімальна;
- переконатися, що в кожному кластері міститься хоча б одна точка. Для цього кожний порожній кластер потрібно доповнити довільною точкою, що розташована «далеко» від центра кластера;
- центр кожного кластера замінити середнім від елементів кластера;
- кінець.

## Переваги
Головні переваги методу k-середніх — його простота та швидкість виконання. Метод k-середніх більш зручний для кластеризації великої кількості спостережень, ніж метод ієрархічного кластерного аналізу (у якому дендограми стають перевантаженими і втрачають наочність).

## Недоліки
Одним із недоліків простого методу є порушення умови зв'язності елементів одного кластера, тому розвиваються різні модифікації методу, а також його нечіткі аналоги (англ. fuzzy k-means methods), у яких на першій стадії алгоритму допускається приналежність одного елемента множини до декількох кластерів (із різним ступенем приналежності).
Попри очевидні переваги методу, він має суттєві недоліки:
1. Результат класифікації сильно залежить від початкових позицій кластерних центрів
2. Алгоритм чутливий до викидів, які можуть викривлювати середнє
3. Кількість кластерів має бути заздалегідь визначена дослідником

## Застосування
Метод k-середніх є доволі простим і прозорим, тому успішно застосовується в різноманітних галузях — маркетингових сегментаціях, геостатистиці, астрономії, сільському господарстві тощо[джерело?].